# Palaeomastodon
O Paleomastodonton é um mamífero pré-histórico, do gênero Palaeomastodon, considerado o ancestral mais antigo do elefante e de todos os outros proboscídeos, como mastodontes e mamutes.